# Toll Group
Toll Group ist ein australisches Unternehmen mit Firmensitz in Melbourne, Victoria.
Gegründet wurde Toll Holdings 1888 durch Albert Toll in Newcastle (Australien). In Australien ist das Unternehmen als führender Logistikkonzern tätig. Im Unternehmen sind weltweit rund 40.000 Mitarbeiter beschäftigt. Toll betreibt ein Netzwerk von 1.200 Standorten in 50 Ländern. Seit dem 29. Mai 2015 ist Toll ein Tochterunternehmen der Japan Post.

## Unternehmensbereiche
Die Toll-Gruppe hat fünf Geschäftsbereiche unterteilt:

### Toll Global Forwarding
Toll Global Forwarding bietet internationalen Speditions- und Supply-Chain-Management-Dienstleistungen, die von Supply-Chain-Dienstleistungen bis hin zur Port-zu-Port-Speditions-Bewegungen reichen.

### Toll Global Logistics
Toll Global Logistics bietet Kontraktlogistik. Es bietet Transport-, Lager- und Mehrwertdienstleistungen wie: Güterverkehrsdienste, Vertriebsdienstleistungen, Lagerhaltung, Crossdocking, Kai Dienstleistungen, Supply Chain Services und Fertigteillogistik.

### Toll Resources & Government Logistics
Toll Resources & Government Logistik bietet Logistik und Supply Chain Services für die Öl- und Gas, Bergbau, Energie und Regierung und Verteidigungssektor in Australien, Asien und Afrika.

### Toll Global Express
Toll Global Express bietet Paket- und Kurierzustellung; Güterverkehrsdienstleistungen wie lokale und zwischenstaatlichen Linehaul Bewegungen; Vertriebsdienstleistungen wie Pick, Pack und Lieferung; Daten- und Dokumentendienste wie Dokumentenmanagement, Data Warehousing und Print-Management-Dienstleistungen; und Flugzeuge und Flughafendienstleistungen einschließlich Boden und Frachtabfertigung und Flugzeugcharter.

### Toll Domestic Forwarding
Toll Domestic Forwarding bietet heimischen Straßen-, Schienen- und Seefrachtspedition in Australien und Neuseeland.